# David Pecker
David Jay Pecker (New York, 24 september 1951) is een Amerikaans mediamagnaat. Hij is voorzitter en CEO van American Media, Inc. (A.M.I.).
Pecker is uitgever van onder andere de National Enquirer, Star, Sun, Weekly World News, Globe en Flex.
In 2018 raakte Pecker verwikkeld in een controverse wegens betrokkenheid in een doofpotoperatie door de exclusieve rechten te kopen van verhalen, die zijn persoonlijke vriend Donald Trump in verlegenheid zouden kunnen brengen, om aldus te voorkomen dat die verhalen openbaar zouden worden gedurende de campagne voor de presidentsverkiezing van 2016.

## Afkomst en opleiding
David Jay Pecker werd geboren op 24 september 1951 in een Joods gezin in de Bronx. Zijn vader was metselaar, die in 1967 stierf, toen Pecker zestien was. Om zijn moeder te steunen, verrichtte hij de boekhouding voor plaatselijke bedrijven in New Rochelle en in de Bronx. Hij studeerde af aan Pace University.

## Carrière
Na zijn studie begon Pecker zijn loopbaan als accountant bij Price Waterhouse en stapte hij in 1979 over naar de accountancyafdeling van de magazinedivisie van CBS, waar hij promotie maakte tot vicepresident en controller. Acht jaar later verkocht CBS haar magazinedivisie in een gedwongen uitverkoop aan haar manager Peter Diamandis en Pecker ging verder. Diamandis verkocht de magazines later aan Hachette Filipacchi Médias. Na Diamandis' vertrek drie jaar later, werd Pecker tot CEO benoemd van Thomas H. Lee Partners en Evercore Partners om American Media, uitgever van de Star, the Globe, the National Enquirer en the Weekly World News te kopen.
Pecker is voorzitter en CEO van American Media, Inc. Hij is uitgever van de National Enquirer, Star, Sun, Weekly World News, Globe, Men's Fitness, Muscle and Fitness, Flex, Fit Pregnancy en Shape. Hij vervult zijn huidige functie bij AMI sinds 1999. Voordien fungeerde hij als voorzitter en CEO van Hachette Filipacchi Médias.
Pecker maakt deel uit van de bestuursraad van de Federal Drug Agents Foundation, waar hij emeritus voorzitter is. Ook maakt hij deel uit van de directie van iPayment Holdings, Inc., Sunbeam Products, Inc., Next Generation Network, Inc., AMI Paper, Inc., en American Media, Inc. Nadat er in augustus 2018 uitgebreid was gepubliceerd over zijn interacties met president Donald Trump, nam Pecker ontslag als directeur van Postmedia Network Canada Corp., een leidende Canadese mediamaatschappij, een positie die hij bezette sinds oktober 2016.

## Relatie met Donald Trump
Begin maart 1998 begon Hachette Filipacchi Media U.S., waarvan Pecker toen CEO was, Trump Style te produceren, een uitgave die werd verspreid onder gasten van Donald Trumps onroerend goed. Pecker presenteert zichzelf als een persoonlijke vriend van Donald Trump. Als lid van de door Ross Perot gestichte Reform Party steunde hij ook Trumps eerdere campagne voor het presidentschap in 2000. 

### Kwestie zwijggeld twee buitenechtelijke relaties Donald Trump
Tijdens een bijeenkomst in de Trump Tower in New York in augustus 2014 gaf Pecker Donald Trump aan dat hij bereid was het roddelblad The National Enquirer in te zetten om beschuldigingen van diens seksuele escapades te ontzenuwen. Trumps advocaat Michael Cohen verzocht daarna dat Peckers AMI de rechten van het verhaal van Stormy Daniels zou kopen, hoewel Pecker dat weigerde te doen.
Vanaf april 2018 is er een justitieel onderzoek gestart naar Pecker en AMI wegens het betalen van "doofpotbetalingen" waarmee AMI de exclusieve rechten aankocht van verhalen, die beschadigend zouden kunnen zijn voor Trumps presidentiële campagne, maar die vervolgens opzettelijk niet wilde publiceren. Zo'n tactiek kan tot onwettig handelen hebben geleid, dan wel zijn uitgemond in niet-gemelde campagnedonaties in natura onder de Federale wetgeving voor Verkiezingen.
In maart 2018 spande Karen McDougal een proces aan tegen American Media bij het Hooggerechtshof te Los Angeles met het doel om het zwijgcontract te ontkrachten dat haar belet te spreken over een beweerde affaire met Donald Trump. Pecker had American Media in 2016 opgedragen de exclusieve rechten van het verhaal voor $150.000 aan te kopen en volgens zeggen buiten de publiciteit te houden. In april 2018 werd het geding gesloten en werd McDougal ontslagen van de overeenkomst. Ook ging AMI ermee akkoord om haar in september 2018 prominent af te beelden op de voorpagina van een ander AMI-magazine, te weten Men's Journal.
In april 2018 doorzochten FBI-agenten het kantoor en de woning van Trumps advocaat Michael Cohen, deels op zoek naar bewijs voor Trumps betrokkenheid bij de betaling aan McDougal. Op 20 juli 2018 kwam een geluidsopname in de openbaarheid, die deze betaling bevestigde; de opname was heimelijk gemaakt door Cohen tijdens een telefonisch overleg met toenmalig presidentskandidaat Donald Trump in 2016.

### Kwestie onwettig kind Trump bij huishoudster in de Trump Tower
Eind 2015 betaalde AMI $30.000 aan Dino Sajudin, een portier van de Trump Tower, voor de rechten van diens verhaal, waarin hij Donald Trump ervan beschuldigt in de jaren negentig een affaire te hebben gehad, die resulteerde in de geboorte van een kind. In april 2018 identificeerde Sajudin de vrouw als Trumps voormalige huishoudster. Verslaggevers van AMI kregen de namen van de vrouw en het kind in kwestie te horen, terwijl Sajudin een test met een leugendetector onderging toen hij getuigde dat hij het verhaal van anderen had gehoord. Korte tijd nadat er betaald was, gaf Pecker de reporters opdracht het verhaal te laten vallen. In april 2018 ontkende AMI-hoofdredacteur Dylan Howard dat het verhaal in de doofpot was verdwenen, daarbij benadrukkend dat AMI het verhaal van Sajudin niet publiceerde omdat het ongeloofwaardig was. CNN legde op 24 augustus de hand op een kopie van het contract tussen AMI en Sajudin, nadat AMI Sajudin had ontslagen van de contractverplichting. CNN publiceerde uittreksels van het contract, die Sajudin verplichtten informatie te verschaffen "betreffende Donald Trumps onwettige kind", maar die verder geen specifieke details bevatten van het verhaal van Sajudin.

### Getuigenis contra Donald Trump
Federale rechercheurs dagvaardden Pecker en AMI in april 2018, waarbij Pecker aanklagers details verstrekte over de zwijggeldcontracten, die Michael Cohen had geregeld. In augustus 2018 werd Pecker door Justitie immuniteit verleend in ruil voor zijn getuigenis dat Trump wist van de betalingen.

## Privé
In 1987 trouwde Pecker met Karen Balan.